# 신안군의 농어촌버스
신안군의 농어촌버스는 전라남도 신안군에서 버스를 이용한 대중교통 수단으로 군청 소재지인 압해읍을 운행하는 신안여객이 있다. 그리고 그 외의 지역에서는 신안군에서 직접 운영하는 신안군공영버스가 있다.

## 운임
2013년 10월 기준 요금이다.
| 종류 | 나이                    | 현금 (원) | 카드 (원) |
| ---- | ----------------------- | --------- | --------- |
| 일반 | 어른 (만 19세 이상)     | 1,200     | 1,150     |
| 일반 | 청소년 (만 13세 ~ 18세) | 700       | 650       |
| 일반 | 어린이 (만 7세 ~ 12세)  | 500       | 450       |

- 압해읍 지역을 운행하는 버스에서만 교통카드를 사용할 수 있다.
- 공영버스는 만 65세 이상 노인은 무임승차가 가능하다.

## 운수 업체
2015년 11월 기준이다.
| 운행업체       | 등록대수 |
| -------------- | -------- |
| 신안군공영버스 | 35       |
| 신안여객       | 4        |
| 합계           | 39       |

## 버스공영제
신안군의 농어촌버스는 2007년 임자도부터 공영화를 시작하여 약 6년에 걸쳐 농어촌버스의 버스공영제 사업을 벌였다. 그리하여 2013년 1월 15일에 신안군과 신안여객간 관내 버스노선 양도·양수 협약을 체결하여 압해도 관내 20개 마을에 공영버스를 운행하게 되었다. 2013년 5월 20일에 압해도에서 압해도 공영버스 운행개시식을 가졌고, 이를 통해 신안군 전 지역 공영제를 달성했다.

## 운행 노선
신안군의 농어촌버스는 각 읍면 별로 별개의 노선으로 운행한다.

### 지도읍
- 지도읍 버스 시간표

| 운행 차량 | 회차 | 운행 경로 |
| --------- | ---- | --- |
| 29호      | 1    | 터미널 - 참도 - 적동 - 송향 - 가정 - 외양 - 내양 - 둔곡 - 장동 - 터미널                                                        |
| 29호      | 2    | 터미널 - 서부 - 고사 - 조비 - 금출 - 백련 - 서부 - 터미널                                                                      |
| 29호      | 3    | 터미널 - 장동 - 둔곡 - 송항 - 가정 - 외양 - 원내양 - 외양 - 송향 - 둔곡                                                        |
| 29호      | 4    | 터미널 - 참도 - 적동 - 둔곡 - 장동 - 동부 - 서부 - 터미널                                                                      |
| 29호      | 5    | 터미널 - 서부 - 감정 - 백련 - 금출 - 점암 - 조비 - 고사 - 서부 - 터미널                                                        |
| 29호      | 6    | 터미널 - 서부 - 장동 - 둔곡 - 송항 - 가정 - 외양 - 내양 - 적동 - 참도 - 서부 - 터미널                                          |
| 29호      | 7    | 터미널 - 서부 - 고사 - 조비 - 금출 - 점암 - 백련 - 감정 - 서부 - 터미널                                                        |
| 29호      | 8    | 터미널 - 서부 - 장동 - 둔곡 - 송항 - 가정 - 외양 - 내양 - 적동 - 참도 - 동부 - 서부 - 터미널                                   |
| 29호      | 9    | 터미널 - 서부 - 감정 - 백련 - 금출 - 점암 - 조비 - 고사 - 서부 - 터미널                                                        |
| 29호      | 10   | 터미널 - 장동 - 둔곡 - 적동 - 참도 - 송항 - 가정 - 외양 - 내양 - 터미널                                                        |
| 11호      | 1    | 터미널 - 당촌 - 묘동 - 탄동 - 원달리 - 내도 - 송도 - 서부 - 터미널                                                             |
| 11호      | 2    | 터미널 - 월산 - 장동 - 둔곡 - 죽곡 - 봉동 - 심동 - 적동 - 서동 - 황금 - 서동 - 참도 - 심동 - 둔곡 - 터미널                     |
| 11호      | 3    | 터미널 - 농협앞 - 서부 - 송도 - 하탑 - 내도 - 원달 - 탄동 - 묘동 - 당촌 - 탄동 - 원달 - 하탑 - 송도 - 서부 - 농협앞 - 터미널   |
| 11호      | 4    | 터미널 - 농협앞 - 서부 - 송도 - 내도 - 원달 - 탄동 - 묘동 - 당촌 - 묘동 - 탄동 - 원달 - 하탑 - 송도 - 서부 - 터미널            |
| 11호      | 5    | 터미널 - 농협앞 - 서부 - 송도 - 하탑 - 내도 - 원달 - 탄동 - 묘동 - 당촌 - 묘동 - 탄동 - 원달 - 하탑 - 송도 - 서부 - 터미널     |
| 11호      | 6    | 터미널 - 농협앞 - 서부 - 송도 - 하탑 - 내도 - 원달 - 탄동 - 묘동 - 당촌 - 묘동 - 탄동 - 원달 - 하탑 - 송도 - 서부 - 터미널     |
| 11호      | 7    | 터미널 - 농협앞 - 서부 - 월산 - 장동 - 둔곡 - 죽곡 - 심동 - 정동 - 서동 - 황금 - 참동 - 터미널                                 |
| 11호      | 8    | 터미널 - 농협앞 - 서부 - 송도 - 하탑 - 내도 - 원달 - 탄동 - 묘동 - 당촌 - 터미널                                               |
| 27호      | 1    | 터미널 - 모래추 - 오룡 - 태이 - 연화 - 유동 - 안마 - 효지 - 진변 - 자동 - 동부 - 서부 - 터미널                                 |
| 27호      | 2    | 터미널 - 모래추 - 자동 - 진변 - 효지 - 안마 - 유동 - 연화 - 태천 - 오룡 - 모래추 - 적거 - 터미널 - 서부 - 터미널               |
| 27호      | 3    | 터미널 - 장동 - 둔곡 - 죽곡 - 봉동 - 심동 - 정동 - 서동 - 황금 - 동부 - 서부 - 터미널                                          |
| 27호      | 4    | 터미널 - 서부 - 적거 - 백양 - 모래추 - 자동 - 진변 - 효지 - 안마 - 유동 - 연화 - 태천 - 오룡 - 모래추 - 터미널 - 서부 - 터미널 |
| 27호      | 5    | 터미널 - 서부 - 장동 - 둔곡 - 죽곡 - 봉동 - 심동 - 정동 - 서동 - 황금 - 터미널 - 서부                                          |
| 27호      | 6    | 서부 - 터미널 - 적거 - 모래추 - 오룡 - 태천 - 태이 - 연화 - 유동 - 안마 - 효지 - 진변 - 자동 - 터미널                          |
| 27호      | 7    | 터미널 - 서부 - 장동 - 둔곡 - 죽곡 - 봉동 - 심동 - 정동 - 서동 - 황금 - 터미널                                                 |
| 27호      | 8    | 터미널 - 서부 - 적거 - 모래추 - 자동 - 진변 - 효지 - 안마 - 유동 - 연화 - 태천 - 태이 - 오룡 - 모래추 - 터미널                 |
| 27호      | 9    | 터미널 - 서부 - 적거 - 모래추 - 자동 - 진변 - 효지 - 안마 - 유동 - 연화 - 태천 - 태이 - 오룡 - 모래추 - 터미널                 |

### 압해읍
- 압해읍 버스 시간표

| 운행 차량 | 회차 | 운행 경로 |
| --------- | ---- | --- |
| 1호       | 1    | 중앙 - 신안군립도서관 - 용강 - 신기 - 두지 - 숭의 - 숭의선착장 - 큰골 - 의금 - 동교 - 신안군청 - 원신장 - 연막 - 원장감 - 기동 - 원장감 - 연막 - 원신장 - 신안군청 - 동교 - 의금 - 큰골 - 숭의선착장 - 숭의 - 두지 - 신기 - 용강 - 신안군립도서관 - 중앙                                 |
| 1호       | 2    | 중앙 - 신안군립도서관 - 용강 - 신기 - 두지 - 숭의 - 숭의선착장 - 큰골 - 의금 - 동교 - 신안군청 - 원신장 - 연막 - 원장감 - 기동 - 원장감 - 연막 - 원신장 - 신안군청 - 동교 - 의금 - 큰골 - 숭의선착장 - 숭의 - 두지 - 신기 - 용강 - 신안군립도서관 - 중앙                                 |
| 1호       | 3    | 중앙 - 신촌 - 회룡 - 목교 - 호래 - 금기 - 원가룡 - 하룡 - 삼수 - 가룡선착장 - 삼수 - 하룡 - 원가룡 - 금기 - 호래 - 목교 - 호룡 - 신촌 - 중앙 |
| 1호       | 4    | 중앙 - 신촌 - 회룡 - 목교 - 홀뫼산 - 세촌 - 남촌 - 중촌 - 원복룡 - 복룡나룻가 - 원복룡 - 중촌 - 남촌 - 세촌 - 홀뫼산 - 목교 - 회룡 - 신촌 - 중앙 - 압해중삼거리 - 구항삼거리 - 노인요양원 - 구항삼거리 - 압해중삼거리 - 중앙                                                             |
| 1호       | 5    | 중앙 - 신촌 - 회룡 - 목교 - 호래 - 금기 - 원가룡 - 하룡 - 삼수 - 하룡 - 원가룡 - 금기 - 호래 - 목교 - 회룡 - 신촌 - 중앙 |
| 1호       | 6    | 중앙 - 신촌 - 회룡 - 목교 - 홀뫼산 - 세촌 - 남촌 - 중촌 - 원복룡 - 복룡나룻가 - 원복룡 - 중촌 - 남촌 - 세촌 - 홀뫼산 - 목교 - 회룡 - 신촌 - 중앙 - 압해중삼거리 - 구항삼거리 - 노인요양원 - 구항삼거리 - 압해중삼거리 - 중앙                                                             |
| 1호       | 7    | 중앙 - 신촌 - 회룡 - 목교 - 호래 - 금기 - 원가룡 - 하룡 - 삼수 - 가룡선착장 - 삼수 - 하룡 - 원가룡 - 금기 - 호래 - 목교 - 회룡 - 신촌 - 중앙 |
| 1호       | 8    | 중앙 - 신촌 - 회룡 - 목교 - 홀뫼산 - 세촌 - 남촌 - 중촌 - 원복룡 - 복룡나룻가 - 원복룡 - 중촌 - 남촌 - 세촌 - 홀뫼산 - 목교 - 회룡 - 신촌 - 중앙 - 압해중삼거리 - 구항삼거리 - 노인요양원 - 구항삼거리 - 압해중삼거리 - 중앙                                                             |
| 1호       | 9    | 중앙 - 신촌 - 회룡 - 목교 - 홀뫼산 - 세촌 - 남촌 - 중촌 - 원복룡 - 복룡나룻가 - 원복룡 - 중촌 - 남촌 - 세촌 - 홀뫼산 - 호래 - 금기 - 원가룡 - 하룡 - 삼수 - 원가룡 - 금기 - 호래 - 목교 - 회룡 - 신촌 - 중앙 - 압해중삼거리 - 구항삼거리 - 노인요양원 - 구항삼거리 - 압해중삼거리 - 중앙 |
| 2호       | 1    | 중앙 - 신촌 - 회룡 - 목교 - 홀뫼산 - 세촌 - 남촌 - 중촌 - 원복룡 - 복룡나룻가 - 원복룡 - 중촌 - 남촌 - 세촌 - 홀뫼산 - 호래 - 금기 - 원가룡 - 하룡 - 삼수 - 원가룡 - 금기 - 호래 - 목교 - 회룡 - 신촌 - 중앙 - 압해중삼거리 - 구항삼거리 - 노인요양원 - 구항삼거리 - 압해중삼거리 - 중앙 |
| 2호       | 2    | 중앙 - 신촌 - 회룡 - 목교 - 홀뫼산 - 세촌 - 남촌 - 중촌 - 원복룡 - 복룡나룻가 - 원복룡 - 중촌 - 남촌 - 세촌 - 홀뫼산 - 목교 - 회룡 - 신촌 - 중앙 - 압해중삼거리 - 구항삼거리 - 노인요양원 - 구항삼거리 - 압해중삼거리 - 중앙                                                             |
| 2호       | 3    | 중앙 - 신안군립도서관 - 용강 - 신기 - 두지 - 숭의 - 숭의선착장 - 큰골 - 의금 - 동교 - 신안군청 - 원신장 - 연막 - 원장감 - 기동 - 원장감 - 연막 - 원신장 - 신안군청 - 동교 - 의금 - 큰골 - 숭의선착장 - 숭의 - 두지 - 신기 - 용강 - 신안군립도서관 - 중앙                                 |
| 2호       | 4    | 중앙 - 신촌 - 회룡 - 목교 - 홀뫼산 - 세촌 - 남촌 - 중촌 - 원복룡 - 복룡나룻가 - 원복룡 - 중촌 - 남촌 - 세촌 - 홀뫼산 - 목교 - 회룡 - 신촌 - 중앙 - 압해중삼거리 - 구항삼거리 - 노인요양원 - 구항삼거리 - 압해중삼거리 - 중앙                                                             |
| 2호       | 5    | 중앙 - 신안군립도서관 - 용강 - 신기 - 두지 - 숭의 - 숭의선착장 - 큰골 - 의금 - 동교 - 신안군청 - 원신장 - 연막 - 원장감 - 기동 - 원장감 - 연막 - 원신장 - 신안군청 - 동교 - 의금 - 큰골 - 숭의선착장 - 숭의 - 두지 - 신기 - 용강 - 신안군립도서관 - 중앙                                 |
| 2호       | 6    | 중앙 - 신안군립도서관 - 용강 - 신기 - 두지 - 숭의 - 숭의선착장 - 큰골 - 의금 - 동교 - 신안군청 - 원신장 - 연막 - 원장감 - 기동 - 원장감 - 연막 - 원신장 - 신안군청 - 동교 - 의금 - 큰골 - 숭의선착장 - 숭의 - 두지 - 신기 - 용강 - 신안군립도서관 - 중앙                                 |
| 2호       | 7    | 중앙 - 신촌 - 회룡 - 목교 - 호래 - 금기 - 원가룡 - 하룡 - 삼수 - 하룡 - 원가룡 - 금기 - 호래 - 목교 - 회룡 - 신촌 - 중앙 |
| 2호       | 8    | 중앙 - 신안군립도서관 - 용강 - 신기 - 두지 - 숭의 - 숭의선착장 - 큰골 - 의금 - 동교 - 신안군청 - 원신장 - 연막 - 원장감 - 기동 - 원장감 - 연막 - 원신장 - 신안군청 - 동교 - 의금 - 큰골 - 숭의선착장 - 숭의 - 두지 - 신기 - 용강 - 신안군립도서관 - 중앙                                 |

### 증도면
- 증도면 버스 시간표

| 회차 | 운행 차량 | 운행구간   | 운행구간 | 운행구간   | 경유지 |
| ---- | --------- | ---------- | -------- | ---------- | --- |
| 1    | 19호      | 면사무소   | ↔        | 지도터미널 | 면사무소 - 곡도 - 박물관 - 돌마지 - 등선 - 대초리 - 덕정리 - 우전리 - 장고리 - 면사무소 - 지도터미널                                    |
| 2    | 19호      | 지도터미널 | ↔        | 증동리     | 지도터미널 - 증도대교 - 면사무소 - 사동 - 장고리 - 우전리 - 대초리 - 등선 - 박물관 - 곡도 - 광암 - 증동리                               |
| 3    | 19호      | 증동리     | ↔        | 증동리     | 증동리 - 광암 - 곡도 - 박물관 - 돌마지 - 등선 - 대초리 - 덕정리 - 우전리 - 장고리 - 사동 - 증동리                                       |
| 4    | 19호      | 증동리     | ↔        | 증동리     | 증동리 - 광암 - 곡도 - 박물관 - 돌마지 - 등선 - 대초리 - 덕정리 - 우전리 - 장고리 - 사동 - 증동리                                       |
| 5    | 19호      | 증동리     | ↔        | 증동리     | 증동리 - 광암 - 곡도 - 박물관 - 돌마지 - 등선 - 대초리 - 덕정리 - 우전리 - 장고리 - 사동 - 증동리                                       |
| 6    | 19호      | 증동리     | ↔        | 지도터미널 | 증동리 - 광암 - 곡도 - 박물관 - 돌마지 - 등선 - 대초리 - 덕정리 - 우전리 - 장고리 - 사동 - 짱뚱어다리 - 증동리 - 지도터미널             |
| 7    | 19호      | 지도터미널 | ↔        | 증동리     | 지도터미널 - 송도 - 사옥도 - 광암 - 면사무소 - 광암 - 곡도 - 박물관 - 돌마지 - 등선 - 대초리 - 덕정리 - 우전리 - 장고리 - 사동 - 증동리 |
| 1    | 28호      | 증동리     | ↔        | 지도터미널 | 증동리 - 염산 - 방축 - 오산 - 검산 - 오산 - 면사무소 - 광암 - 증도대교 - 사옥도 - 송도 - 지도터미널                                     |
| 2    | 28호      | 지도터미널 | ↔        | 증동리     | 지도터미널 - 송도 - 사옥도 - 광암 - 곡도 - 버지 - 면사무소 - 오산 - 검산 - 방축 - 증동리                                                |
| 3    | 28호      | 증동리     | ↔        | 지도터미널 | 증동리 - 염산 - 방축 - 오산 - 검산 - 오산 - 면사무소 - 광암 - 증도대교 - 사옥도 - 송도 - 지도터미널                                     |
| 4    | 28호      | 지도터미널 | ↔        | 증동리     | 지도터미널 - 송도 - 사옥도 - 광암 - 곡도 - 버지 - 면사무소 - 오산 - 검산 - 방축 - 염산 - 증동리                                         |
| 5    | 28호      | 증동리     | ↔        | 지도터미널 | 증동리 - 염산 - 방축 - 오산 - 검산 - 오산 - 면사무소 - 광암 - 증도대교 - 사옥도 - 송도 - 지도터미널                                     |
| 6    | 28호      | 지도터미널 | ↔        | 증동리     | 지도터미널 - 송도 - 사옥도 - 광암 - 곡도 - 버지 - 면사무소 - 오산 - 검산 - 방축 - 염산 - 증동리                                         |

### 임자면
- 임자면 버스 시간표

| 회차 | 운행 차량 | 운행구간   | 운행구간 | 운행구간   | 경유지 |
| ---- | --------- | ---------- | -------- | ---------- | --- |
| 1    | 23호      | 필길리     | ↔        | 진리선착장 | 필길리 - 삼두 - 저동 - 원상 - 부동 - 장동 - 회산 - 교동 - 진리 - 진리선착장                                                               |
| 2    | 23호      | 진리선착장 | ↔        | 진리선착장 | 진리선착장 - 진리 - 신명 - 화산 - 조삼 - 육암 - 대머리 - 육암 - 조삼 - 화산 - 신명 - 진리 - 진리선착장                                    |
| 3    | 23호      | 진리선착장 | ↔        | 진리선착장 | 진리선착장 - 교동 - 회산 - 장동 - 부동 - 원상 - 저동 - 삼두 - 필길리 - 삼두 - 저동 - 원상 - 부동 - 장동 - 회산 - 교동 - 진리 - 진리선착장 |
| 4    | 23호      | 진리선착장 | ↔        | 진리선착장 | 진리선착장 - 진리 - 신명 - 화산 - 조삼 - 육암 - 대머리 - 육암 - 조삼 - 화산 - 신명 - 진리 - 진리선착장                                    |
| 5    | 23호      | 진리선착장 | ↔        | 진리선착장 | 진리선착장 - 진리 - 신명 - 화산 - 조삼 - 육암 - 대머리 - 육암 - 조삼 - 화산 - 신명 - 진리 - 진리선착장                                    |
| 6    | 23호      | 진리선착장 | ↔        | 필길       | 진리선착장 - 진리 - 교동 - 회산 - 장동 - 부동 - 원상 - 저동 - 삼두 - 필길 (이하 역순 왕복)                                                |
| 7    | 23호      | 진리선착장 | ↔        | 필길리     | 진리선착장 - 진리 - 교동 - 회산 - 장동 - 부동 - 원상 - 저동 - 삼두 - 필길                                                                 |
| 1    | 20호      | 전장포     | ↔        | 진리선착장 | 전장포 - 괘길 - 도찬 - 삼막 - 대기 - 구산 - 교동 - 진리 - 진리선착장                                                                      |
| 2    | 20호      | 진리선착장 | ↔        | 하우리     | 진리선착장 - 진리 - 교동 - 회산 - 광산 - 대광해수욕장 - 민박촌 - 하우리 (이하 역순 왕복)                                                  |
| 3    | 20호      | 진리선착장 | ↔        | 전장포     | 진리선착장 - 진리 - 교동 - 구산 - 대기 - 삼막 - 도찬 - 괘길 - 전장포 (이하 역순 왕복)                                                     |
| 4    | 20호      | 진리선착장 | ↔        | 하우리     | 진리선착장 - 진리 - 교동 - 회산 - 광산 - 대광해수욕장 - 민박촌 - 하우리 (이하 역순 왕복)                                                  |
| 5    | 20호      | 진리선착장 | ↔        | 하우리     | 진리선착장 - 진리 - 교동 - 회산 - 광산 - 대광해수욕장 - 민박촌 - 하우리 (이하 역순 왕복)                                                  |
| 6    | 20호      | 진리선착장 | ↔        | 전장포     | 진리선착장 - 진리 - 교동 - 구산 - 대기 - 삼막 - 도찬 - 괘길 - 전장포 (이하 역순 왕복)                                                     |
| 7    | 20호      | 진리선착장 | ↔        | 하우리     | 진리선착장 - 진리 - 교동 - 회산 - 광산 - 대광해수욕장 - 민박촌 - 하우리                                                                   |

### 자은면
- 자은면 버스 시간표

| 회차 | 운행 차량 | 운행구간   | 운행구간 | 운행구간   | 경유지 |
| ---- | --------- | ---------- | -------- | ---------- | --- |
| 1    | 18호      | 구영차고지 | ↔        | 구영차고지 | 구영차고지 - 금포 - 문평 - 유각 - 남진 - 장계동 - 창촌 - 유천 - 진천 - 신흥 - 대율 - 송산 - 한운 - 둔장 - 두모 다산 - 두모 해송 - 두모 안동 - 두모 - 고장 - 고장2 - 구영 - 구영차고지                                                  |
| 2    | 18호      | 구영차고지 | ↔        | 팔금선착장 | 구영차고지 - 금포 - 문평 - 유각 - 남진 - 오상1 - 천포 - 오상2 - 오상3 - 당산 - 기동 - 단고리 - 마명 - 신기 - 팔금선착장 |
| 3    | 18호      | 팔금선착장 | ↔        | 구영차고지 | 팔금선착장 - 신기 - 마명 - 단고리 - 기동 - 당산 - 오상3 - 오상2 - 천포 - 오상1 - 남진 - 유각 - 문평 - 금포 - 구영차고지 |
| 4    | 18호      | 구영차고지 | ↔        | 구영차고지 | 구영차고지 - 구영 - 고장2 - 고장1 - 두모 - 두모 안동 - 두모 해송 - 두모 다산 - 둔장 - 한운 - 송산 - 대율 - 신흥 - 진천 - 유천 - 창촌 - 장계동 - 남진 - 유각 - 문평 - 금포 - 구영차고지                                                 |
| 5    | 18호      | 구영차고지 | ↔        | 구영차고지 | 구영차고지 - 구영 - 고장2 - 고장1 - 두모 - 두모 안동 - 두모 해송 - 두모 다산 - 둔장 - 한운 - 송산 - 대율 - 신흥 - 진천 - 유천 - 창촌 - 장계동 - 남진 - 유각 - 문평 - 금포 - 구영차고지                                                 |
| 6    | 18호      | 구영차고지 | ↔        | 팔금선착장 | 구영차고지 - 금포 - 문평 - 유각 - 남진 - 오상1 - 천포 - 오상2 - 오상3 - 당산 - 기동 - 단고리 - 마명 - 신기 - 팔금선착장 |
| 7    | 18호      | 팔금선착장 | ↔        | 구영차고지 | 팔금선착장 - 신기 - 마명 - 단고리 - 기동 - 당산 - 오상3 - 오상2 - 천포 - 오상1 - 남진 - 유각 - 문평 - 금포 - 구영차고지 |
| 8    | 18호      | 구영차고지 | ↔        | 구영차고지 | 구영차고지 - 구영 - 고장2 - 고장1 - 두모 - 두모 안동 - 두모 해송 - 두모 다산 - 둔장 - 한운 - 송산 - 대율 - 신흥 - 진천 - 유천 - 창촌 - 장계동 - 남진 - 유각 - 문평 - 금포 - 구영차고지                                                 |
| 9    | 18호      | 구영차고지 | ↔        | 팔금선착장 | 구영차고지 - 금포 - 문평 - 유각 - 남진 - 오상1 - 천포 - 오상2 - 오상3 - 당산 - 기동 - 단고리 - 마명 - 신기 - 팔금선착장 |
| 10   | 18호      | 팔금선착장 | ↔        | 구영차고지 | 팔금선착장 - 신기 - 마명 - 단고리 - 기동 - 당산 - 오상3 - 오상2 - 천포 - 오상1 - 남진 - 유각 - 문평 - 금포 - 구영차고지 |
| 11   | 18호      | 구영차고지 | ↔        | 구영차고지 | 구영차고지 - 구영 - 고장2 - 고장1 - 두모 - 두모 안동 - 두모 해송 - 두모 다산 - 둔장 - 한운 - 송산 - 대율 - 신흥 - 진천 - 유천 - 창촌 - 장계동 - 남진 - 유각 - 문평 - 금포 - 구영차고지                                                 |
| 1    | 7호       | 구영차고지 | ↔        | 구영차고지 | 구영차고지 - 금포 - 문평 - 유각 - 남진 - 장계동 - 창촌 - 유천 - 욕지 - 진천 - 대율 - 송산 - 고교 - 둔장 - 다산 - 두모 - 고장 - 외기 - 구영 - 구영차고지                                                                                |
| 2    | 7호       | 구영차고지 | ↔        | 암태선착장 | 금포 - 문평 - 유각 - 남진 - 오상1 - 천포 - 오상2 - 오상3 - 당산 - 기동 - 오산 - 송공 - 활목 - 구석 - 신석1 - 신석2 - 오도 - 암태선착장                                                                                                 |
| 3    | 7호       | 암태선착장 | ↔        | 구영차고지 | 암태선착장 - 오도 - 신석2 - 신석1 - 구석 - 활목 - 송공 - 오산 - 기동 - 당산 - 오상3 - 오상2 - 천포 - 오상1 - 남진 - 유각 - 문평 - 금포 - 구영차고지                                                                                    |
| 4    | 7호       | 구영차고지 | ↔        | 구영차고지 | 구영차고지 - 금포 - 문평 - 유각 - 남진 - 장계동 - 창촌 - 유천 - 욕지 - 진천 - 대율 - 송산 - 고교 - 둔장 - 다산 - 두모 - 고장 - 외기 - 구영 - 구영차고지                                                                                |
| 5    | 7호       | 구영차고지 | ↔        | 구영차고지 | 구영차고지 - 구영 - 외기 - 고장 - 두모 - 다산 - 둔장 -고교 - 송산 - 대율 - 진천 - 욕지 - 유천 - 창촌 - 장계동 - 남진 - 유각 - 문평 - 금포 - 구영차고지                                                                                 |
| 6    | 7호       | 구영차고지 | ↔        | 암태선착장 | 금포 - 문평 - 유각 - 남진 - 오상1 - 천포 - 오상2 - 오상3 - 당산 - 기동 - 오산 - 송공 - 활목 - 구석 - 신석1 - 신석2 - 오도 - 암태선착장                                                                                                 |
| 7    | 7호       | 암태선착장 | ↔        | 구영차고지 | 암태선착장 - 오도 - 신석2 - 신석1 - 구석 - 활목 - 송공 - 오산 - 기동 - 당산 - 오상3 - 오상2 - 천포 - 오상1 - 남진 - 유각 - 문평 - 금포 - 구영차고지                                                                                    |
| 8    | 7호       | 구영차고지 | ↔        | 구영차고지 | 구영차고지 - 금포 - 문평 - 유각 - 남진 - 장계동 - 창촌 - 유천 - 욕지 - 진천 - 대율 - 송산 - 고교 - 둔장 - 다산 - 두모 - 고장 - 외기 - 구영 - 구영차고지                                                                                |
| 9    | 7호       | 구영차고지 | ↔        | 구영차고지 | 구영차고지 - 구영 - 외기 - 고장 - 두모 - 다산 - 둔장 -고교 - 송산 - 대율 - 진천 - 욕지 - 유천 - 창촌 - 장계동 - 남진 - 유각 - 문평 - 금포 - 구영차고지                                                                                 |
| 1    | 10호      | 구영차고지 | ↔        | 구영차고지 | 구영차고지 - 금포 - 문평 - 유각 무선국 - 유각 - 백길 - 백길 흔질 - 면전 - 백산 염동 - 백산 - 백산 세튼밀 - 분계 - 신성1 - 신성2 - 와우 노루목 - 와우 - 장고 수문 - 장고 경로당 - 장고 목공소 - 구영사거리 - 구영 삼양마트 - 구영차고지 |
| 2    | 10호      | 구영차고지 | ↔        | 구영차고지 | 구영차고지 - 구영 삼양마트 - 구영사거리 - 장고 목공소 - 장고 경로당 - 장고 수문 - 와우 - 와우 노루목 - 신성2 - 신성1 - 분계 - 백산 세튼밀 - 백산 - 백산 염동 - 면전 - 백길 흔질 - 백길 - 유각 - 유각 무선국 - 문평 - 금포 - 구영차고지 |
| 3    | 10호      | 구영차고지 | ↔        | 구영차고지 | 구영차고지 - 구영 삼양마트 - 구영사거리 - 장고 목공소 - 장고 경로당 - 장고 수문 - 와우 - 와우 노루목 - 신성2 - 신성1 - 분계 - 백산 세튼밀 - 백산 - 백산 염동 - 면전 - 백길 흔질 - 백길 - 유각 - 유각 무선국 - 문평 - 금포 - 구영차고지 |
| 4    | 10호      | 구영차고지 | ↔        | 암태선착장 | 금포 - 문평 - 유각 - 남진 - 오상1 - 천포 - 오상2 - 오상3 - 당산 - 기동 - 오산 - 송공 - 활목 - 구석 - 신석1 - 신석2 - 오도 - 암태선착장                                                                                                 |
| 5    | 10호      | 암태선착장 | ↔        | 구영차고지 | 암태선착장 - 오도 - 신석2 - 신석1 - 구석 - 활목 - 송공 - 오산 - 기동 - 당산 - 오상3 - 오상2 - 천포 - 오상1 - 남진 - 유각 - 문평 - 금포 - 구영차고지                                                                                    |
| 6    | 10호      | 구영차고지 | ↔        | 구영차고지 | 구영차고지 - 금포 - 문평 - 유각 무선국 - 유각 - 백길 - 백길 흔질 - 면전 - 백산 염동 - 백산 - 백산 세튼밀 - 분계 - 신성1 - 신성2 - 와우 노루목 - 와우 - 장고 수문 - 장고 경로당 - 장고 목공소 - 구영사거리 - 구영 삼양마트 - 구영차고지 |
| 7    | 10호      | 구영차고지 | ↔        | 암태선착장 | 금포 - 문평 - 유각 - 남진 - 오상1 - 천포 - 오상2 - 오상3 - 당산 - 기동 - 오산 - 송공 - 활목 - 구석 - 신석1 - 신석2 - 오도 - 암태선착장                                                                                                 |
| 8    | 10호      | 암태선착장 | ↔        | 구영차고지 | 암태선착장 - 오도 - 신석2 - 신석1 - 구석 - 활목 - 송공 - 오산 - 기동 - 당산 - 오상3 - 오상2 - 천포 - 오상1 - 남진 - 유각 - 문평 - 금포 - 구영차고지                                                                                    |
| 9    | 10호      | 구영차고지 | ↔        | 구영차고지 | 구영차고지 - 구영 삼양마트 - 구영사거리 - 장고 목공소 - 장고 경로당 - 장고 수문 - 와우 - 와우 노루목 - 신성2 - 신성1 - 분계 - 백산 세튼밀 - 백산 - 백산 염동 - 면전 - 백길 흔질 - 백길 - 유각 - 유각 무선국 - 문평 - 금포 - 구영차고지 |

### 비금면
- 비금면 버스 시간표

| 회차 | 운행 차량 | 운행구간   | 운행구간 | 운행구간   | 경유지 |
| ---- | --------- | ---------- | -------- | ---------- | --- |
| 1    | 30호      | 면사무소   | ↔        | 가산선착장 | 면사무소 - 서산 - 고막 - 원평 - 평림 - 신촌 - 자항 - 한산 - 읍동 - 덕대 - 구기 - 용호 - 수림 - 신유 - 지동 - 우산 - 도고 - 용소 - 나배 - 가출 - 가산선착장 - 가출 - 나배 - 용소 - 도고 - 우산 - 지동 - 신유 - 수림 - 용호 - 구기 - 비금중학교 - 읍동 - 면사무소                                                                    |
| 2    | 30호      | 면사무소   | ↔        | 가산선착장 | 면사무소 - 서산 - 고막 - 원평 - 평림 - 신촌 - 자항 - 한산 - 읍동 - 덕대 - 구기 - 용호 - 수림 - 신유 - 지동 - 우산 - 도고 - 용소 - 나배 - 가출 - 가산선착장 - 가출 - 나배 - 용소 - 도고 - 우산 - 지동 - 신유 - 수림 - 용호 - 구기 - 비금중학교 - 읍동 - 한산 - 자항 - 신촌 - 평림 - 원평 - 고막 - 서산 - 면사무소                   |
| 3    | 30호      | 면사무소   | ↔        | 대우병원   | 면사무소 - 대우병원 - 읍동 - 덕대 - 구기 - 용호 - 수림 - 신유 - 지동 - 우산 - 도고 - 용소 - 당두 - 광대 - 나배 - 가출 - 가산선착장 - 나배 - 지동 - 덕대 - 읍동 - 면사무소 |
| 4    | 30호      | 읍동       | ↔        | 가산선착장 | 읍동 - 덕대 - 구기 - 용호 - 수림 - 신유 - 지동 - 우산 - 도고 - 용소 - 나배 - 가출 - 가산선착장 - 가출 - 나배 - 용소 - 도고 - 우산 - 지동 - 신유 - 수림 - 용호 - 구기 - 덕대 - 읍동 - 한산 - 자항 - 신촌 - 평림 - 원평 - 고막 - 서산 - 면사무소                                                                                     |
| 5    | 30호      | 읍동       | ↔        | 가산선착장 | 읍동 - 덕대 - 구기 - 용호 - 수림 - 신유 - 지동 - 우산 - 도고 - 용소 - 나배 - 가출 - 가산선착장 - 가출 - 나배 - 용소 - 도고 - 우산 - 지동 - 신유 - 수림 - 용호 - 구기 - 덕대 - 읍동 - 한산 - 자항 - 신촌 - 평림 - 원평 - 고막 - 서산 - 면사무소                                                                                     |
| 1    | 15호      | 면사무소   | ↔        | 가산선착장 | 면사무소 - 읍동 - 망동 - 상암 - 수도 - 임리 - 죽치 - 외촌 - 내촌 - 월포 - 내포 - 외촌 - 죽치 - 대두 - 수도 - 송치 - 대우병원 - 수대선착장 - 수도삼거리 - 상암 - 망동 - 읍동 - 비금중학교 - 지동 - 당산 - 도고 - 용소 - 당두 - 광대 - 나배 - 가출 - 가산선착장                                                                      |
| 2    | 15호      | 가산선착장 | ↔        | 복지타운   | 가산선착장 - 가출 - 나배 - 당두 - 광대 - 용소 - 도고 - 당산 - 지동 - 덕대 - 읍동 - 망동 - 상암 - 수도삼거리 - 임리 - 죽치 - 외촌 - 내촌 - 월포 - 내포 - 외촌 - 죽치 - 대두 - 수도 - 송치 - 대우병원 - 수대선착장 - 수대삼거리 - 상암 - 망동 - 읍동 - 복지타운                                                                      |
| 3    | 15호      | 면사무소   | ↔        | 읍동       | 면사무소 - 읍동 - 망동 - 상암 - 수대삼거리 - 수대선착장 - 송치 - 대우병원 - 수도 - 대두 - 임리 - 죽치 - 외촌 - 내촌 - 월포 - 내포 - 외촌 - 죽치 - 임리 - 수도삼거리 - 상암 - 망동 - 읍동 - 한산 - 서산 - 고막 - 원평 - 평림 - 신촌 - 자항 - 읍동                                                                                   |
| 4    | 15호      | 면사무소   | ↔        | 가산선착장 | 면사무소 - 서산 - 고막 - 원평 - 평림 - 신촌 - 자항 - 한산 - 읍동 - 덕대 - 지동 - 당산 - 나배 - 당두 - 광대 - 가출 - 가산선착장 - - 가출 - 광대 - 당두 - 나배 - 당산 - 지동 - 덕대 - 읍동 - 망동 - 상암 - 수대삼거리 - 임리 - 죽치 - 외촌 - 내촌 - 월포 - 내포 - 외촌 - 죽치 - 대두 - 수도 - 송치 - 수대삼거리 - 상암 - 망동 - 읍동 |
| 5    | 15호      | 읍동       | ↔        | 읍동       | 읍동 - 덕대 - 지동 - 당산 - 나배 - 가출 - 가산선착장 - 가출 - 광대 - 당두 - 나배 - 당산 - 지동 - 덕대 - 읍동 - 망동 - 상암 - 수대삼거리 - 임리 - 죽치 - 외촌 - 내촌 - 월포 - 내포 - 외촌 - 죽치 - 대두 - 수도 - 송치 - 수대삼거리 - 상암 - 망동 - 읍동                                                                             |

### 도초면
- 도초면 버스 시간표

| 회차 | 운행 차량 | 운행구간  | 운행구간 | 운행구간      | 경유지 | 비고                                              |
| ---- | --------- | --------- | -------- | ------------- | --- | ------------------------------------------------- |
| 1    | 13호      | 면사무소  | ↔        | 대우병원      | 면사무소 - 한발 - 도락 - 소신 - 조진 - 이곡하 - 이곡상 - 도락 - 한발 - 용동 - 라포 - 나박포 - 신촌 - 화도 - 대우병원 |                                                   |
| 2    | 13호      | 화도      | ↔        | 대우병원      | 화도 - 신촌 - 나박포 - 라포 - 용동 - 한발 - 도락 - 이곡상 - 이곡하 - 조진 - 소신 - 도락 - 한발 - 용동 - 라포 - 나박포 - 신촌 - 화도 - 대우병원                                                                               |                                                   |
| 3    | 13호      | 대우병원  | ↔        | 나박포        | 대우병원 - 화도 - 신촌 - 나박 - 라포 - 용동 - 한발 - 도락 - 이곡상 - 이곡하 - 조진 - 소신 - 나박포 | 승객 없을 시 운행노선 조정                        |
| 4    | 13호      | 나박포    | ↔        | 화도          | 나박포 - 한발 - 도락 - 이곡상 - 이곡하 - 조진 - 소신 - 도락 - 한발 - 용동 - 라포 - 나박포 - 신촌 - 화도 |                                                   |
| 5    | 13호      | 화도      | ↔        | 화도 (나박포) | 화도 - 신촌 - 나박포 - 라포 - 용동 - 한발 - 도락 - 이곡상 - 이곡하 - 조진 - 소신 - 도락 - 한발 - 용동 - 라포 - 나박포 - 신촌 - 화도                                                                                          | 일반여객선 승객 없을 시 미운행(나박포까지만 운행) |
| 6    | 13호      | 비금 수대 | ↔        | 화도          | | 쾌속선 운항일정에 따라 수대-화도 간 왕복 운행     |
| 1    | 4호       | 면사무소  | ↔        | 화도          | 면사무소 - 수항 - 오류 - 엄목 - 시목 - 엄목 - 수항 - 신교 - 죽련 - 신교 - 고란 - 수항 - 나박포 - 신촌 - 외상 - 외하 - 지남 - 춘경 - 발매 - 화도분소 - 화도선창 - 대우병원 - 수대 - 화도                                      |                                                   |
| 2    | 4호       | 화도      | ↔        | 대우병원      | 화도선창 - 화도분소 - 발매 - 춘경 - 지남 - 외하 - 외상 - 신촌 - 나박포 - 수항 - 오류 - 엄목 - 시목 - 수항 - 신교 - 죽련 - 신교 - 수항 - 고란 - 수항 - 나박포 - 신촌 - 외상 - 외하 - 지남 - 춘경 - 발매 - 화도분소 - 대우병원 |                                                   |
| 3    | 4호       | 대우병원  | ↔        | 화도          | 대우병원 - 화도분소 - 발매 - 춘경 - 지남 - 외하 - 외상 - 신촌 - 나박포 - 수항 - 오류 - 엄목 - 시목 - 엄목 - 수항 - 신교 - 죽련 - 신교 - 수항 - 고란 - 나박포 - 화도선창                                                      | 승객 없을 시 운행노선 조정                        |
| 4    | 4호       | 나박포    | ↔        | 화도          | 나박포 - 수항 - 오류 - 엄목 - 시목 - 엄목 - 수항 - 신교 - 죽련 - 신교 - 고란 - 수항 - 나박포 - 신촌 - 외상 - 외하 - 지남 - 춘경 - 발매 - 화도분소 - 화도선창                                                                 |                                                   |
| 5    | 4호       | 화도      | ↔        | 화도          | 화도선창 - 나박포 - 수항 - 오류 - 엄목 - 시목 - 엄목 - 수항 - 신교 - 죽련 - 신교 - 고란 - 수항 - 나박포 - 신촌 - 외상 - 외하 - 지남 - 춘경 - 발매 - 화도분소 - 화도선창                                                      | 일반여객선 승객 없을 시 미운행                    |
| 6    | 4호       | 화도      | ↔        | 나박포        | | 농협배 운행시간에 따라 조정                       |

### 흑산면
- 흑산면 버스 시간표

| 회차 | 운행 방면 | 운행구간 | 운행구간 | 운행구간 | 경유지                                                                                         |
| ---- | --------- | -------- | -------- | -------- | ---------------------------------------------------------------------------------------------- |
| 1    | 동면      | 예리     | ↔        | 예리     | 예리 - 청촌리 - 천촌리 - 소사리 - 사리 - 암동 - 심리 - 곤촌 - 비리 - 마리 - 읍동 - 진리 - 예리 |
| 2    | 동면      | 예리     | ↔        | 예리     | 예리 - 진리 - 읍동 - 마리 - 비리 - 곤촌 - 심리 - 암동 - 사리 - 소사리 - 천촌리 - 청촌리 - 예리 |
| 3    | 동면      | 예리     | ↔        | 예리     | 예리 - 청촌리 - 천촌리 - 소사리 - 사리 - 암동 - 심리 - 곤촌 - 비리 - 마리 - 읍동 - 진리 - 예리 |
| 4    | 동면      | 예리     | ↔        | 예리     | 예리 - 진리 - 읍동 - 마리 - 비리 - 곤촌 - 심리 - 암동 - 사리 - 소사리 - 천촌리 - 청촌리 - 예리 |
| 5    | 동면      | 예리     | ↔        | 예리     | 예리 - 청촌리 - 천촌리 - 소사리 - 사리 - 암동 - 심리 - 곤촌 - 비리 - 마리 - 읍동 - 진리 - 예리 |
| 6    | 동면      | 예리     | ↔        | 예리     | 예리 - 진리 - 읍동 - 마리 - 비리 - 곤촌 - 심리 - 암동 - 사리 - 소사리 - 천촌리 - 청촌리 - 예리 |
| 7    | 동면      | 예리     | ↔        | 예리     | 예리 - 진리 - 읍동 - 마리 - 비리 - 곤촌 - 심리 - 암동 - 사리 - 소사리 - 천촌리 - 청촌리 - 예리 |
| 1    | 서면      | 예리     | ↔        | 읍동     | 진리                                                                                           |
| 2    | 서면      | 예리     | ↔        | 읍동     | 진리                                                                                           |
| 3    | 서면      | 예리     | ↔        | 읍동     | 진리                                                                                           |
| 4    | 서면      | 예리     | ↔        | 읍동     | 진리                                                                                           |
| 5    | 서면      | 예리     | ↔        | 읍동     | 진리                                                                                           |
| 6    | 서면      | 예리     | ↔        | 읍동     | 진리                                                                                           |
| 7    | 서면      | 예리     | ↔        | 읍동     | 진리                                                                                           |
| 8    | 서면      | 예리     | ↔        | 읍동     | 진리                                                                                           |

### 하의면
- 하의면 버스 시간표

| 회차 | 운행 차량 | 운행구간 | 운행구간 | 운행구간 | 경유지 |
| ---- | --------- | -------- | -------- | -------- | --- |
| 1    | 25호      | 전월     | ↔        | 선착장   | 전월 - 종남리 - 너리섬 - 작은개 - 운산 - 대리 - 당두 - 전광 - 오류동 - 선착장 - 언동 - 피섬 - 유호리 - 봉도 - 오림 - 뒷개 - 선착장 |
| 2    | 25호      | 전월     | ↔        | 선착장   | 전월 - 종남리 - 너리섬 - 작은개 - 운산 - 대리 - 당두 - 전광 - 오류동 - 선착장 - 언동 - 피섬 - 유호리 - 봉도 - 오림 - 뒷개 - 선착장 |
| 3    | 25호      | 전월     | ↔        | 선착장   | 전월 - 종남리 - 너리섬 - 작은개 - 운산 - 대리 - 당두 - 전광 - 오류동 - 선착장 - 언동 - 피섬 - 유호리 - 봉도 - 오림 - 뒷개 - 선착장 |
| 4    | 25호      | 전월     | ↔        | 선착장   | 전월 - 종남리 - 너리섬 - 작은개 - 운산 - 대리 - 당두 - 전광 - 오류동 - 선착장 - 언동 - 피섬 - 유호리 - 봉도 - 오림 - 뒷개 - 선착장 |
| 5    | 25호      | 전월     | ↔        | 선착장   | 전월 - 종남리 - 너리섬 - 작은개 - 운산 - 대리 - 당두 - 전광 - 오류동 - 선착장 - 언동 - 피섬 - 유호리 - 봉도 - 오림 - 뒷개 - 선착장 |

### 신의면
- 신의면 버스 시간표

| 회차 | 운행 차량 | 운행구간   | 운행구간 | 운행구간   | 경유지 |
| ---- | --------- | ---------- | -------- | ---------- | --- |
| 1    | 5호       | 면사무소   | ↔        | 동리선착장 | 면사무소 - 소장동 - 동면 - 서리 - 소장동 - 면사무소 - 모농리 - 가락리 - 동리선착장                                                                                         |
| 2    | 5호       | 동리선착장 | ↔        | 면사무소   | 동리선착장 - 가락리 - 모농리 - 면사무소 - 소장동 - 서리 - 동면 - 당두선착장 - 소장동 - 면사무소삼거리 - 구만 - 뫼산끝 - 노은 - 원목 - 기동 - 원목 - 노은 - 구만 - 면사무소 |
| 3    | 5호       | 면사무소   | ↔        | 동리선착장 | 면사무소 - 소장동 - 서리 - 동면 - 서리 - 소장동 - 면사무소 - 모농리 - 가락리 - 동리선착장                                                                                  |
| 4    | 5호       | 동리선착장 | ↔        | 면사무소   | 동리선착장 - 가락리 - 모농리 - 면사무소 - 소장동 - 서리 - 동면 - 소장동 - 면사무소                                                                                         |
| 5    | 5호       | 면사무소   | ↔        | 동리선착장 | 면사무소 - 소장동 - 당두선착장 - 동면 - 서리 - 소장동 - 면사무소 - 모농리 - 가락리 - 동리선착장                                                                            |
| 6    | 5호       | 동리선착장 | ↔        | 면사무소   | 동리선착장 - 가락리 - 모농리 - 면사무소 - 소장동 - 서리 - 동면 - 소장동 - 면사무소                                                                                         |
| 1    | 26호      | 면사무소   | ↔        | 동리선착장 | 면사무소 - 굴암리 - 새몰 - 황성금리 - 기동 - 원목 - 노은 - 뫼산끝 - 구만 - 면사무소 - 동리선착장                                                                           |
| 2    | 26호      | 동리선착장 | ↔        | 면사무소   | 동리선착장 - 면사무소 - 구만 - 뫼산끝 - 노은 - 원목 - 기동 - 황성금리 - 새몰 - 굴암리 - 면사무소                                                                           |
| 3    | 26호      | 면사무소   | ↔        | 동리선착장 | 면사무소 - 구만 - 뫼산끝 - 노은 - 기동 - 굴암리 - 새몰 - 황성금리 - 기동 - 원목 - 노은 - 뫼산끝 - 구만 - 면사무소 - 동리선착장                                             |
| 4    | 26호      | 동리선착장 | ↔        | 면사무소   | 동리선착장 - 면사무소 - 구만 - 뫼산끝 - 노은 - 원목 - 기동 - 황성금리 - 새몰 - 굴암리 - 면사무소                                                                           |
| 5    | 26호      | 면사무소   | ↔        | 동리선착장 | 면사무소 - 굴암리 - 새몰 - 황성금리 - 기동 - 원목 - 노은 - 뫼산끝 - 구만 - 면사무소 - 동리선착장                                                                           |
| 6    | 26호      | 동리선착장 | ↔        | 면사무소   | 동리선착장 - 면사무소 - 구만 - 뫼산끝 - 노은 - 원목 - 기동 - 황성금리 - 새몰 - 굴암리 - 면사무소                                                                           |

### 장산면
- 장산면 버스 시간표

| 회차 | 운행 차량 | 운행구간 | 운행구간 | 운행구간 | 경유지 |
| ---- | --------- | -------- | -------- | -------- | --- |
| 1    | 12호      | 축강     | ↔        | 축강     | 축강 - 두루메 - 팽진1리 경로당 - 활목 - 비소 - 중산 - 공수1리 - 마초 - 오음1리 - 우체국 - 보건소 - 대리1리 - 신촌 - 통머리 - 다수1리 - 신촌 - 건너돔 - 중용 - 두루메 - 축강                                                                                |
| 2    | 12호      | 축강     | ↔        | 축강     | 축강 - 두루메 - 팽진1리 경로당 - 활목 - 비소 - 중산 - 공수1리 - 마초 - 오음1리 - 우체국 - 보건소 - 대리1리 - 신촌 - 통머리 - 다수1리 - 신촌 - 건너돔 - 중용 - 두루메 - 축강                                                                                |
| 3    | 12호      | 축강     | ↔        | 축강     | 축강 - 두루메 - 팽진1리 경로당 - 활목 - 비소 - 중산 - 공수1리 - 마초 - 오음1리 - 우체국 - 보건소 - 대리1리 - 신촌 - 통머리 - 다수1리 - 신촌 - 건너돔 - 중용 - 두루메 - 축강                                                                                |
| 1    | 21호      | 대머리   | ↔        | 대머리   | 대머리 - 시미경로당 - 두동 - 우체국 - 포건소 - 대리1리 - 목에 - 앤두 - 목에 - 대리1리 - 보건소 - 우체국 - 오음1리 - 앞면 - 북강 - 앞면 - 오음1리 - 우체국 - 보건소 - 대리1리 - 목에 - 앤두 - 목에 - 대리1리 - 보건소 - 우체국 - 두동 - 시미경로당 - 대머리 |
| 2    | 21호      | 면사무소 | ↔        | 면사무소 | 면사무소 - 오음1리 - 앞면 - 북강 - 앞면 - 오음1리 - 우체국 - 보건소 - 대리1리 - 목에 - 앤두 - 목에 - 대리1리 - 보건소 - 우체국 - 두동 - 시미경로당 - 대머리 - 시미경로당 - 두동 - 우체국 - 면사무소                                                        |
| 3    | 21호      | 앤두     | ↔        | 앤두     | 앤두 - 목에 - 대리1리 - 보건소 - 우체국 - 오음1리 - 앞면 - 북강 - 앞면 - 오음1리 - 우체국 - 두동 - 시미경로당 - 대머리 - 시미경로당 - 두동 - 우체국 - 보건소 - 대리1리 - 목에 - 앤두                                                                       |

### 안좌면
- 안좌면 버스 시간표

| 회차 | 운행 방면 | 운행구간 | 운행구간 | 운행구간 | 경유지 | 비고                                                  |
| ---- | --------- | -------- | -------- | -------- | --- | ----------------------------------------------------- |
| 1    | 안창      | 면사무소 | ↔        | 읍동     | 면사무소 - 탑마트 - 농협 - 창마 - 대척 - 남강 - 학하 -항목 - 존포 - 복호선착장 - 대리 - 산두 - 여흘 - 읍동                                                                                            | 학생등교차, 학생등교일만운행                          |
| 2    | 안창      | 면사무소 | ↔        | 읍동     | 면사무소 - 탑마리 - 농협 - 창마 - 대척 - 남강 - 학하 - 향목 - 여흘 - 산두 - 대리 - 복호선착장 - 읍동                                                                                                  |                                                       |
| 3    | 안창      | 면사무소 | ↔        | 읍동     | 면사무소 - 탑마트 - 농협 - 창마 - 대척 - 남강 - 학하 - 향목 - 여흘 - 대리 - 복호선착장 - 복호양골 - 존포 - 향목 - 여흘 - 대리 - 산두 - 탄동새운안 - 탄동 - 금산 - 금산 제섬마을입구 - 와우 - 읍동     |                                                       |
| 4    | 안창      | 면사무소 | ↔        | 읍동     | 면사무소 - 읍동 - 농협 - 창마 - 대척 - 남강 - 학하 - 향목 - 여흘 - 대리 - 복호선착장 - 대리 - 산두 - 여흘 - 향목 - 남강 - 대척 - 창마 - 읍동                                                          |                                                       |
| 5    | 안창      | 면사무소 | ↔        | 읍동     | 면사무소 - 읍동 - 와우 - 금산 - 탄동 - 산두 - 대리 - 복호선착장 - 복호 양골 - 존포 - 향목 원마을 - 여흘 - 학하 - 남강 - 대척 - 창마 - 읍동                                                            |                                                       |
| 6    | 안창      | 고등학교 | ↔        | 읍동     | 고등학교 - 창마 - 대척 - 남강 - 학하 - 향목 - 여흘 - 산두 - 대리 - 복호선착장 - 읍동 | 학생하교차, 학생등교일만운행                          |
| 7    | 안창      | 고등학교 | ↔        | 고산     | 고등학교 - 창마 - 대척 - 남강 - 학하 - 향목 - 여흘 - 향목 - 존포 - 복호선착장 - 대리 - 산두 - 금산 - 탄동 - 와우 - 읍동 - 마진 - 팔금 - 읍리 - 고산                                                   | 학생하교차, 학생등교일만운행                          |
| 1    | 서부      | 면사무소 | ↔        | 면사무소 | 면사무소 - 초등학교 - 신촌 - 대우 - 대우경로당 - 비아목 - 전진 - 내호 - 전진 - 방월서부교회 - 방월 - 한운북지선착장 - 한운경로당 - 오동경로당 - 시서 - 광암 - 마진 - 면사무소 - 읍동선착장 - 면사무소 | 기타 기상 상황에(인원수, 안개, 강풍 등)따라 변동 가능 |
| 2    | 서부      | 면사무소 | ↔        | 면사무소 | 면사무소 - 초등학교 - 신촌 - 대우 - 대우경로당 - 비아목 - 전진 - 내호 - 전진 - 방월서부교회 - 방월 - 한운북지선착장 - 한운경로당 - 오동경로당 - 시서 - 광암 - 마진 - 면사무소 - 읍동선착장 - 면사무소 | 기타 기상 상황에(인원수, 안개, 강풍 등)따라 변동 가능 |
| 1    | 남부      | 면사무소 | ↔        | 읍동     | 면사무소 - 탑마트 - 농협 - 창마 - 마명 - 우목 - 구대 - 마명 - 소곡 - 두리 - 소곡 - 창마 - 읍동 |                                                       |
| 2    | 남부      | 면사무소 | ↔        | 면사무소 | 면사무소 - 압너리선착장 - 농협 - 창마 - 소곡 - 두리 - 소곡 - 마명 - 구대 - 우목 - 구대 - 마명 - 창마 - 읍동 - 앞너리선착장 - 면사무소                                                                 |                                                       |

### 팔금면
- 팔금면 버스 시간표

| 회차 | 운행 방면 | 운행구간          | 운행구간 | 운행구간          | 경유지 |
| ---- | --------- | ----------------- | -------- | ----------------- | --- |
| 1    | 팔금      | 면사무소          | ↔        | 백계선착장        | 면사무소 - 읍산두 - 장목 - 서근 - 원산 - 대산두 - 대심 - 백계선착장 - 읍리 - 거문 - 고산 - 당고 - 이목 - 진고 - 읍리 - 장촌 - 원마 - 고교 - 백계선착장 |
| 2    | 팔금      | 백계선착장        | ↔        | 안좌면 읍동선착장 | 백계선착장 - 대심 - 대산두 - 원산 - 서근 - 장목 - 읍산두 - 장촌 - 읍리 - 진고 - 이목 - 거문 - 당고 - 고산선착장 - 당고 - 이목 - 읍리 - 읍산두 - 장목- 원산 - 대산두 - 대심 - 읍동선착장 |
| 3    | 팔금      | 안좌면 읍동선착장 | ↔        | 면사무소          | 읍동선착장 - 대심 - 대산두 - 원산 - 장촌 - 읍산두 - 읍리 - 이목 - 거문 - 당고 - 고산 - 당고 - 이목 - 진고 - 읍리 - 장촌 - 원마 - 고교 - 백계선착장 - 읍동선착장 - 고교 - 원마 - 장촌 - 읍리 - 진고 - 이목 - 당고 - 고산선착장 - 당고 - 이목 - 면사무소                                                                                         |
| 4    | 팔금      | 면사무소          | ↔        | 면사무소          | 면사무소 - 백계선착장 - 원산 - 서근 - 장목- 읍산두 - 장촌 - 읍리 - 진고 - 이목 - 거문 - 당고 - 고산선착장 - 당고 - 이목 - 읍리 - 거문 - 당고 - 고산선착장 - 당고 - 이목 - 읍리 - 장촌 - 원마 - 고교 - 백계선착장 - 대심 - 대산두 - 원산 - 서근 - 장목 - 읍산두 - 장촌 - 읍리 - 진고 - 이목 - 거문 - 당고 - 고산선착장 - 당고 - 이목 - 면사무소 |

### 암태면
- 암태면 버스 시간표

| 회차 | 운행 차량 | 운행구간   | 운행구간 | 운행구간   | 경유지 |
| ---- | --------- | ---------- | -------- | ---------- | --- |
| 1    | 9호       | 면사무소   | ↔        | 오도선착장 | 면사무소 - 암태중 - 기동.오산 - 해당 -송곡 - 활목 - 탄금 - 구석 - 신석 - 장뜰 - 익금 - 복수.생낌 - 진작지 - 오도 - 오도선착장 - 진작지 - 오도 - 장뜰 - 익금 - 생낌.복수 - 신석 - 구석 - 탄금 - 활목 - 송곡 - 해당 - 오산.기동 - 암태중 - 면사무소  |
| 2    | 9호       | 면사무소   | ↔        | 오도선착장 | 면사무소 - 암태중 - 기동.오산 - 해당 - 송곡 - 활목 - 탄금 - 구석 - 신석 - 복수.생낌 - 익금 - 장뜰 - 진작지 - 오도 - 오도선착장 - 진작지 - 오도 - 장뜰 - 익금 - 생낌.복수 - 신석 - 구석 - 탄금 - 활목 - 송곡 - 해당 - 오산.기동 - 암태중 - 면사무소 |
| 3    | 9호       | 면사무소   | ↔        | 오도선착장 | 면사무소 - 암태중 - 기동.오산 - 해당 - 송곡 - 활목 - 탄금 - 구석 - 신석 - 복수.생낌 - 익금 - 장뜰 - 진작지 - 오도 - 오도선착장 - 진작지 - 오도 - 장뜰 - 익금 - 생낌.복수 - 신석 - 구석 - 탄금 - 활목 - 송곡 - 해당 - 오산.기동 - 암태중 - 면사무소 |
| 1    | 31호      | 면사무소   | ↔        | 백계선착장 | 면사무소 - 단고 - 추엽 - 포도 - 수곡 - 도창 - 와촌 - 신기 - 중흥 - 신기.남강 - 백계선착장 - 신기.남강 - 중흥 - 신기 - 와촌 - 도창 - 수곡 - 추엽 - 포도 - 단고 - 면사무소 - 농협주유소                                                              |
| 2    | 31호      | 농협주유소 | ↔        | 면사무소   | 농협주유소 - 단고 - 수곡 - 추엽 - 포도 - 도창 - 와촌 - 신기 - 중흥 - 마명 - 면사무소 |
| 3    | 31호      | 백계선착장 | ↔        | 농협주유소 | 백계선착장 - 신기.남강 - 중흥 - 신기 - 와촌 - 도창 - 수곡 - 추엽 - 포도 - 단고 - 농협주유소 - 단고 - 추엽 - 포도 - 수곡 - 도창 - 와촌 - 신기 - 중흥 - 신기.남강 - 백계선착장                                                                       |
| 4    | 31호      | 백계선착장 | ↔        | 면사무소   | 백계선착장 - 신기 - 중흥 - 와촌 - 도창 - 수곡 - 추엽 - 포도 - 단고 - 면사무소 |

### 무안군 차적버스
무안 ~ 해제 ~ 지도(무안교통)

### 목포시 차적버스
130번 : 목포 해양대후문 ~ 신안군청(압해) ~ 송공항